# Anémone sauvage
Anemone sylvestris
Espèce
L'anémone sauvage (Anemone sylvestris L.), à ne pas confondre avec l'anémone des forêts ou anémone printanière des forêts, est une espèce de plante à fleurs de la famille des renonculacées, du genre des anémones.
Là où elle est présente, elle peut former des tapis denses constellés de fleurs blanches au printemps.
Cette espèce est considérée comme menacée et protégée ou réglementée en France.
Des variétés horticoles existent (comme Anemone sylvestris 'Grandiflora') qui pourraient éventuellement contribuer à une pollution génétique des souches sauvages.

## Description

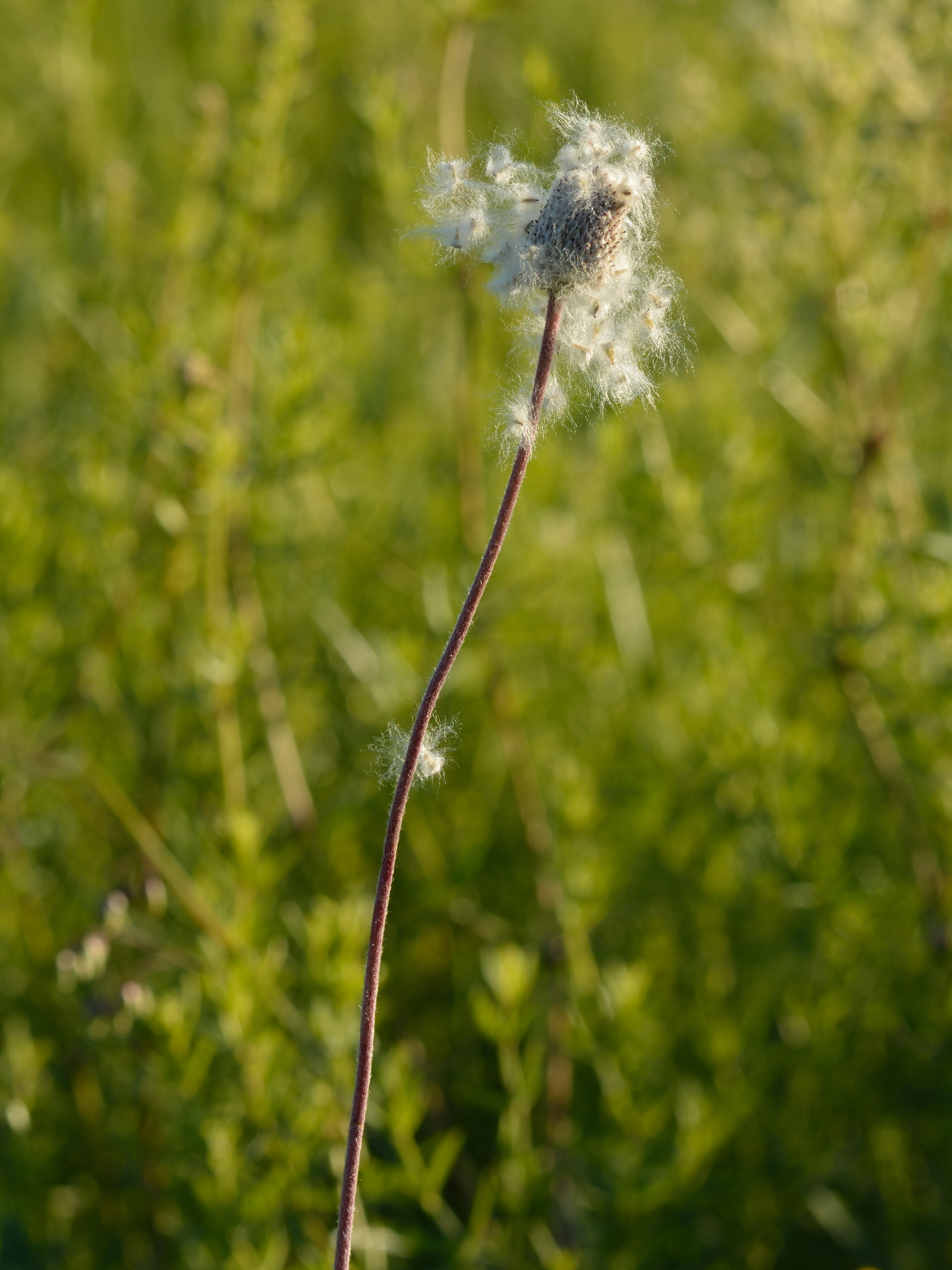

C'est une plante forestière de lisière ou de pleine lumière, vivace.
- Taille : 15 à 50 cm de haut,
- Floraison : de mai à juin.
- Feuilles : de deux à six feuilles velues ;
Les feuilles basales sont longuement pétiolées, à bords profondément incisés et dentés (palmatiséquées à 5 segments rhomboïdaux, bi-trifides, incisés-dentés).
Les feuilles caulinaires sont des folioles à pétiole court, formant un involucre  plutôt éloigné de la fleur. Le limbe est identique à celui des feuilles basales, mais généralement plus petit.
- Souche : vivace, courte tronquée, à racines fasciculées. Le rhizome porte des bourgeons adventifs et produit des stolons.
- Fleur : chaque plant produit une fleur unique, blanche côté interne et violet-rosé ou violet jaunâtre sur la partie inférieure proche de la tige. La fleur est constituée de 5 à 8 sépales soyeux sur leur face externe, de 4 à 7 cm de diamètre, à anthères jaunes, pubescents-soyeux en dehors, sur une hampe de 20 à 50 cm de haut (grêle, recouverte de poils mous, noirâtre au pied).
- Fruit : akènes laineux, nombreux qui forment une masse cotonneuse dense; bec glabre et très court. Ils sont transportés par les fourmis qui en assurent la dispersion.
- Chromosomes : 2n = 16, 32.

## Habitat
L'anémone sauvage apprécie les sols plutôt calcaires,secs et bien drainés à légèrement frais, sur les lisières, dans les clairières, des sous-bois clairs ou en pleine lumière des pelouses calcicoles, jusqu'à 1 000 m d'altitude.

## Aire de répartition
C'est une espèce continentale présente en Europe centrale et de l'Est jusqu'au sud de la Suède et au Caucase, et plus à l'est jusqu'en Asie occidentale et septentrionale.
En France, l'espèce s'est fortement raréfiée au cours du XXe siècle. L'essentiel des populations est aujourd'hui présent en Picardie (Oise, Somme et surtout département de l'Aisne). D'autres populations sont présentes en Champagne-Ardenne, Lorraine, Alsace et Bourgogne.
Elle a souvent été transplantée de son habitat naturel dans des jardins. Elle supporte la fauche tardive automnale, et est peu sensible au feu en hiver.
L'anémone sauvage a été introduite comme plante décorative en Amérique du Nord.

## Menace et statut de protection
C'est une espèce protégée en France où elle résiste mal à la concurrence et à la disparition de son milieu (mise en culture ou boisement artificiel) car elle est dans ce pays en limite de son aire de répartition. Elle est sur liste rouge en Suisse où elle est très rare (quelques stations au nord du pays, dans le canton de Schaffhouse, avec des données douteuses pour l’Argovie. Elle bénéficie en Suisse d'une protection intégrale.